# 사랑할 때와 헤어질 때
"사랑할 때와 헤어질 때"는 1983년에 개봉한 대한민국의 영화이다.

## 캐스팅
- 허석도
- 임옥경
- 정옥진
- 김병태
- 사현
- 최성
- 문혜영
- 송일근
- 김기종
- 남궁원 (특별출연)
- 이영하 (특별출연)
- 선우은숙 (특별출연)